# Jak pisać. Pamiętnik rzemieślnika
Jak pisać. Pamiętnik rzemieślnika (ang. On Writing: A Memoir of the Craft) – opublikowana w 2000 roku autobiograficzna książka Stephena Kinga, napisana w formie przewodnika.
Jak pisać. Pamiętnik rzemieślnika jest tryptykiem. Część pierwsza przedstawia dzieciństwo Kinga i jego pierwsze próby pisarskie. Ukazuje dążenie do opublikowania pierwszych wydań i przełom, który przyniosło wydanie Carrie. King opisuje tu również swoje problemy z alkoholizmem i narkomanią. Część druga jest typowym przewodnikiem omawiającym warsztat pisarza, począwszy od porad dotyczących gramatyki, po wskazówki dotyczące fabuły. King zwraca tu uwagę, że jedną z podstawowych zasad pisarskich jest unikanie zbędnych szczegółów opisowych. Część trzecia powstała w 1999 roku, po wypadku drogowym, którego King stał się ofiarą. Ma charakter typowo autobiograficzny. Autor opisuje swoje spotkanie ze śmiercią, bolesny powrót do zdrowia i wewnętrzną walkę związaną z powrotem do pracy pisarza.